# Danijar Jeleussinow
Danijar Jeleussinow (kasachisch Данияр Маратұлы Елеусінов, engl. Transkription Daniyar Yeleussinov; * 13. März 1991 in Beresino, Westkasachstan) ist ein kasachischer Profiboxer im Weltergewicht. 

## Amateurkarriere
Jeleussinow gewann 2006 Gold (bis 46 kg) bei der Kadetten-WM in Istanbul, 2007 Bronze im Bantamgewicht bei der Kadetten-WM in Baku und 2008 Silber im Leichtgewicht bei der Jugend-WM in Guadalajara.
2010 wurde er erstmals Kasachischer Meister der Erwachsenen im Halbweltergewicht und startete in dieser Gewichtsklasse bei den Asienspielen 2010 in Guangzhou, wo er mit einem Finalsieg gegen Santosh Kumar die Goldmedaille gewann. Bei der Weltmeisterschaft 2011 in Baku siegte er gegen Josh Taylor und Masatsugu Kawachi, ehe er im Achtelfinale gegen Gyula Káté ausschied.
2012 gewann er im Halbweltergewicht unter anderem mit Siegen gegen Uktamjon Rahmonov und Serdar Hudaýberdiýew die asiatische Olympiaqualifikation in Astana und startete bei den Olympischen Spielen 2012 in London, wo er nach Siegen gegen Jamel Herring und Mehdi Tolouti erst im Viertelfinale gegen Vincenzo Mangiacapre unterlag.
2013 gewann er im Weltergewicht mit einem Finalsieg gegen Mandeep Jangra die Asienmeisterschaft in Amman und im Anschluss auch die Weltmeisterschaft in Almaty, nachdem ihm Siege gegen Carl Heild, Souleymane Cissokho, Vincenzo Mangiacapre, Araik Marutjan und Arisnoide Despaigne gelungen waren. Darüber hinaus gewann er unter anderem nach Siegen gegen Bjambyn Tüwschinbat, Serdar Hudaýberdiýew und Isroil Madrimov die Asienspiele 2014 in Incheon und mit Siegen unter anderem gegen Liu Wei, Bjambyn Tüwschinbat und Eumir Marcial die Asienmeisterschaft 2015 in Bangkok. Bei der Weltmeisterschaft 2015 in Doha wurde er nach einer Niederlage im Finale gegen Mohammed Rabii Vize-Weltmeister, nachdem er zuvor Pawel Kastramin, Eumir Marcial und Pərviz Bağırov besiegt hatte.
Bei den Olympischen Spielen 2016 in Rio de Janeiro gewann er dann mit jeweils einstimmigen Punktsiegen gegen Josh Kelly, Gabriel Maestre, Souleymane Cissokho und Shaxram Gʻiyosov die Goldmedaille.

## Profikarriere
Im März 2018 unterzeichnete er einen Profivertrag bei Matchroom Boxing des englischen Promoters Eddie Hearn und gewann neun Aufbaukämpfe, ehe er am 27. November 2020 in Hollywood (Florida) mit einem TKO-Sieg in Runde 2 gegen Julius Indongo den Titel Intercontinental-Champion der IBF im Weltergewicht erkämpfte.
Am 18. Dezember 2021 wurde er in Astana mit einem einstimmigen Punktsieg gegen Juan Leal Weltmeister der IBO im Weltergewicht.